# Valdelarco

Huy hiệu Valdelarco

Cờ Valdelarco

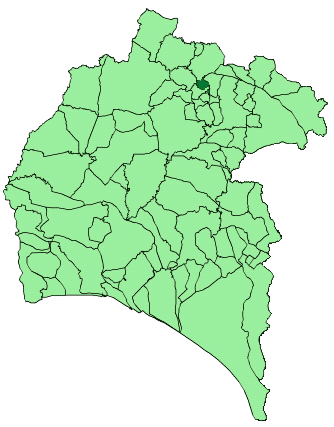
Bản đồ Valdelarco

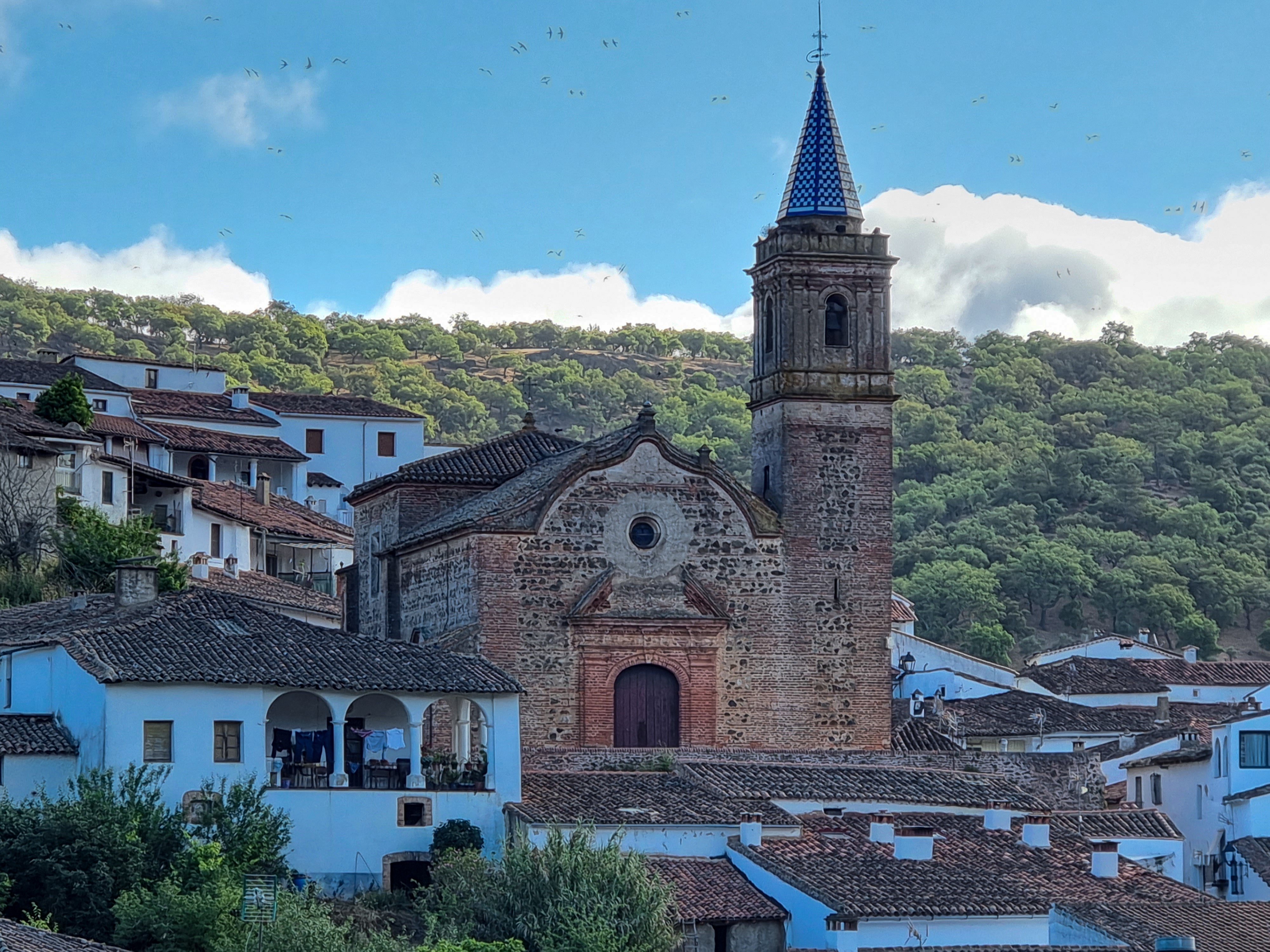

Valdelarco là một đô thị ở tỉnh Huelva, Andalucía, Tây Ban Nha. Đô thị này có dân số năm 2007 là 229 người. Diện tích của đô thị này là 15 km² và mật độ dân số là 16,1 người/km². Tọa độ địa lý là 37º 57' độ vĩ bắc, 6º 41' độ kinh đông. Đô thị này nằm ở độ cao 623 mét và cách tỉnh lỵ Huelva 125 km.

## Dân số
| 1996 | 1997 | 1998 | 1999 | 2000 | 2001 | 2002 |
| ---- | ---- | ---- | ---- | ---- | ---- | ---- |
| 283  | 279  | 273  | 275  | 268  | 265  | 256  |

Nguồn: INE (Tây Ban Nha)